# Belkıs Şevket
Belkıs Şevket ou Belkıs Şevket Hanım (dates de naissance et de décès inconnues) est une enseignante, militante et féministe ottomane puis turque. Elle est l'une des fondatrices de la Société pour la protection des droits des femmes (tr) (Müdâfaa-y Hukûk-u Nisvân Cemiyeti en turc ottoman) et rédactrice du magazine Kadınlar Dünyası (Le monde des femmes en turc, publié entre 1913 et 1921), d'abord sur une base quotidienne, puis hebdomadaire. Belkıs Şevket Hanım est également la première femme ottomane aviatrice, effectuant son premier vol le 1er décembre 1913.

## Biographie

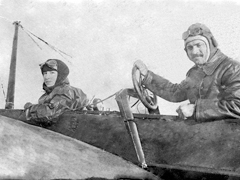
Belkis Sevket et en 1913.